# Joso
Jōsō (Japans: 常総市, Jōsō-shi) is een stad in de prefectuur Ibaraki op het eiland Honshu in Japan. De stad heeft een oppervlakte van 123,52 km² en medio 2008 bijna 66.000 inwoners.

## Geschiedenis
Op 1 april 1889 werd de gemeente Mitsukaido (水海道町, Mitsukaidō-machi) opgericht, gevolgd door de gemeente Ishige (石下町, Ishige-machi) op 24 augustus 1897.
Op 10 juli 1954 werd Mitsukaido een stad (shi) (水海道市, Mitsukaidō-shi) na samenvoeging van de gelijknamige gemeente met zes dorpen. In de periode 1954-56 werden nog negen dorpen aan de stad toegevoegd.
Op 1 januari 2005 is Jōsō de naam geworden van de stad die ontstond door samenvoeging van de stad Mitsukaido en de gemeente Ishige.

## Verkeer
Jōsō ligt aan de Jōsō-lijn van de Kanto Spoorwegen (Kantō Tetsudō).
Jōsō ligt aan de autowegen 294 en 354.

## Geboren in Jōsō
- Tadayuki Okada (岡田 忠之, Okada Tadayuki), GP motorcoureur
- Tomi Okawa (大川 とみ, Ōkawa Tomi), Tafeltennisspeelster
- Keiji Suzuki (鈴木桂治, Suzuki Keiji), judoka

## Aangrenzende steden
- Bandō
- Moriya
- Noda
- Shimotsuma
- Tsukuba
- Tsukubamirai